# Anomala parca
Anomala parca är en skalbaggsart som beskrevs av Louis Albert Péringuey 1902. Anomala parca ingår i släktet Anomala och familjen Rutelidae. Inga underarter finns listade i Catalogue of Life.